# 奧斯特羅夫尼亞湖 (別扎尼齊區)
56°48′24″N 29°21′29″E / 56.80667°N 29.35806°E
奧斯特羅夫尼亞湖（俄语：Островня），是俄羅斯的湖泊，位於該國西北部，由普斯科夫州負責管轄，處於別扎尼齊區，面積1.5平方公里，集水區面積3.2平方公里，平均水深3.7米，最大水深7.3米。